# Brewster Lake
Brewster Lake är en sjö i Kanada.   Den ligger i provinsen British Columbia, i den sydvästra delen av landet, 3 700 km väster om huvudstaden Ottawa. Brewster Lake ligger 192 meter över havet. Arean är 5,0 kvadratkilometer. Den sträcker sig 5,5 kilometer i nord-sydlig riktning, och 1,9 kilometer i öst-västlig riktning.
I omgivningarna runt Brewster Lake växer i huvudsak barrskog. Trakten runt Brewster Lake är nära nog obefolkad, med mindre än två invånare per kvadratkilometer.